# 马格里布叛乱
馬格里布叛亂是指馬格里布和薩赫勒地區的伊斯蘭宗教組織發動的叛亂。阿爾及利亞的激進組織伊斯蘭傳教及聖戰組與基地組織結盟，成立伊斯蘭馬格里布蓋達組織。另一方面，自2007年杜松之盾行動開始以來，與激進組織作戰的則是阿爾及利亞和其他馬格里布地區的國家，這些國家則與美國和英國合作。2011年的阿拉伯之春影響了這些國家鎮壓叛亂的進度，并為聖戰分子提供了喘息機會。伊斯蘭馬格里布蓋達組織和其盟友趁机佔領了馬里的北部，不過不到一年後激進組織被法國在薩赫勒地區主導的軍事行動中擊退。另外自2014年以來伊斯蘭國趁著第二次利比亞內戰在利比亞控制了一些領土。